# 片山満津芳
片山 満津芳（かたやま みずほ、1969年11月27日 - ）は、元アーティスティックスイミング選手で、現在は指導者。
在日韓国人3世で、旧名は金 美津穂（きむ みずほ/キム・ミジンス/KIM,Mijinsu、通名:高智 美津穂〈こうち みずほ〉）。
韓国代表として、1988年（昭和63年）のソウルオリンピックに出場した。2005年（平成17年）頃から「満津芳」を名乗っている。

## 略歴
大阪府泉大津市出身。堺市の浜寺水練学校で、小学2年生からシンクロナイズドスイミング（当時）を始める。
羽衣学園高校在学中の1987年（昭和62年）、日本室内選手権17位となり、20位以内がナショナルチームに選出される予定であったが、韓国籍であることから国際水泳連盟の規定に基づき落選した。当時未成年であったため、日本への帰化に両親の承諾が必要であったが、許可が得られなかった。
そこでコーチの伊佐見璋子が奔走し、12月になって韓国の大韓水泳連盟から同国代表としての打診があり、これを承諾。翌1988年（昭和63年）3月、生まれて初めて韓国を訪問した。大阪体育大学進学後の同年5月7日に同国で行われた代表選考で優勝し、正式に韓国代表となる。しかし、韓国語がしゃべれないことや、彼女の代わりに落選した選手のこともあり、批判を受けることもあった。半年余り、現地でチームメイトと合宿生活を送り、ソウル五輪ではデュエット10位と健闘した。
1992年（平成4年）、現役引退。翌1993年（平成5年）、広島在住の日本人男性と結婚したが、すぐには日本に帰化していない。

1997年（平成9年）から、広島シンクロクラブで指導を行い、シンクロの普及とともに、着実に指導実績をあげる。2008年（平成20年）のジュニア世界選手権、2009年（平成21年）の世界選手権（ローマ）では、日本チームのコーチを務めた。

## 表彰
- 2006年 第12回エネルギア賞（スポーツ賞）[7]

## 出演
- 「日めくりタイムトラベル」 - NHK BS2 2011年3月26日